# Franz Lambert

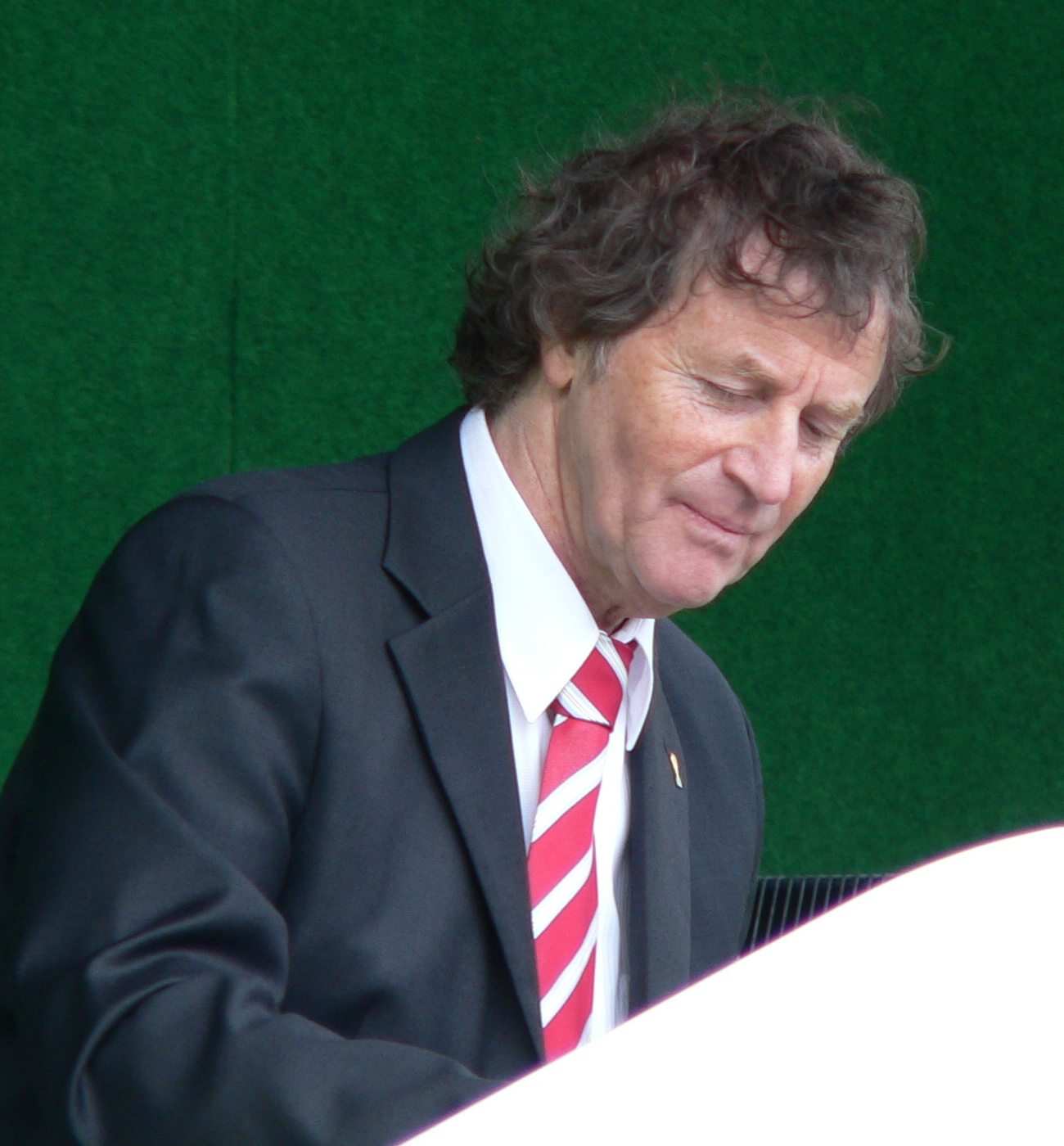
Franz Lambert

Franz Lambert, född 11 mars 1948, är en tysk hammondorganist.
Spelat in LP och CD med schlagermusik. Lambert medverkade i flera TV-shower och spelade tillsammans med kända personer som Sophia av Grekland och Prins Charles.
Lambert skapade FIFA:s officiella hymn.